# Municipio de Lower Providence
El municipio de Lower Providence  (en inglés: Lower Providence Township) es un municipio ubicado en el condado de Montgomery en el estado estadounidense de Pensilvania. En el año 2000 tenía una población de 22.390 habitantes y una densidad poblacional de 563,2 personas por km².

## Geografía
El municipio de Lower Providence se encuentra ubicado en las coordenadas 40°09′01″N 75°25′05″O / 40.15028, -75.41806.

## Demografía
Según la Oficina del Censo en 2000 los ingresos medios por hogar en la localidad eran de $66,250 y los ingresos medios por familia eran $74,902. Los hombres tenían unos ingresos medios de $47,489 frente a los $35,896 para las mujeres. La renta per cápita para la localidad era de $26,186. Alrededor del 4,4% de la población estaban por debajo del umbral de pobreza.